# Панченко Олександр Миколайович
Олександр Миколайович Панченко (рос. Александр Николаевич Панченко; нар. 5 жовтня 1953, Челябінськ - 19 травня 2009, Казань) – російський шахіст і шаховий тренер, гросмейстер від 1980 року, за професією інженер-економіст.

## Шахова кар'єра
Неодноразово брав участь у півфіналах чемпіонатів СРСР. Значних успіхів почав досягати в середині 1970-х років. 1977 року поділив 1-ше місце (разом з Володимиром Савоном) у Любліні, а 1978 року переміг на молодіжному (до 26 років) чемпіонаті СРСР, який відбувся у Вільнюсі, випередивши, зокрема, Сергія Долматова, Віктора Гаврикова, Лева Псахіса і Артура Юсуспова. 1979 року у Свердловську виборов звання чемпіона РРФСР. 1980 досягнув свого найбільшого успіху, одноосібно перемігши на 14-му Меморіалі Михайла Чигоріна в Сочі (випередивши, зокрема, Юрія Балашова, Еугеніо Торре, Рафаеля Ваганяна, Євгена Свєшнікова і Віталія Цешковського). 1982 року переміг на двох турнірах, які відбулись у Градець-Кралове та Празі, а також посів 2-ге місце (позаду Аттіли Гроспетера) в Пловдиві. В 1983 році поділив 3-тє місце (позаду Валерія Чехова і Йосипа Дорфмана, разом з Леонідом Юдасіним) на Меморіалі Олександра Котова у Львові. У 1990-х роках здобув низку перемог на турнірах за швейцарською системою, зокрема, у Братиславі (1991, разом з Річардом Бьолеком), Швебіш-Гмюнд (1993, разом з Євгеном Рагозіним, Віктором Купоросовим, Сергієм Калінічевим, Олександром Суетіним і Олександром Будниковим), Вюрцбург (1994), Мюнстері (1994, разом із зокрема, Янісом Кловансом, Олександром Оніщуком, Володимиром Багіровим і Дарюсом Ружеле) та Ронді (1998). Досягав успіхів майже до самої смерті, зокрема 2008 року посів одне з перших місць на чемпіонаті Татарстану.
1981 року був одним із засновників Всеросійської шахової школи гросмейстерів, розташованої в Челябінську. Серед його учнів були, зокрема, Аліса Галлямова, Світлана Прудникова, Максим Сорокін, Сергій Рублевський, Михайло Улибін і Артем Тимофєєв.
Найвищий рейтинг Ело в кар'єрі мав станом на 1 січня 1981 року, досягнувши 2530 очок ділив тоді 51-58-ме місце у світовому рейтинг-листі ФІДЕ, одночасно ділячи 25-27-ме місце серед радянських шахістів.